# Râul Molivișu
Râul Molivișu este un curs de apă, afluent al Râului Mare. 